# Cowboy Carter
Cowboy Carter (alternativamente chiamato Act II: Cowboy Carter) è l'ottavo album in studio della cantautrice statunitense Beyoncé, pubblicato il 29 marzo 2024 dalla Parkwood e Columbia.
Secondo atto della trilogia discografica annunciata dalla cantante con Renaissance (2022), Cowboy Carter è stato acclamato dalla critica musicale, che ne ha elogiato la sperimentazione del genere country, le collaborazioni, nonché un'ambiziosa rilettura culturale delle origini afroamericane della musica country. Il progetto ha ottenuto undici candidature alla 67ª edizione dei Grammy Awards, vincendo nelle categorie album dell'anno e miglior album country.
Commercialmente, Cowboy Carter ha esordito in prima posizione della classifica statunitense Billboard 200, divenendo l'ottavo album in studio consecutivo di Beyoncé a ottenere tale risultato. L'album ha raggiunto inoltre la prima posizione anche in Australia, Belgio, Francia, Germania, Irlanda, Paesi Bassi, Nuova Zelanda, Svezia, Svizzera e Regno Unito. Il progetto è stato sostenuto dai singoli 16 Carriages e Texas Hold 'Em, quest'ultimo diventato il primo brano country di una donna afroamericana a raggiungere la vetta delle classifiche Billboard Hot 100 e Hot Country Songs. Il terzo estratto II Most Wanted, un duetto con Miley Cyrus, ha vinto il Grammy Award alla miglior interpretazione country di un duo o un gruppo.

## Antefatti
Il primo esperimento di musica country fatto da Beyoncé risale al 2016, con la traccia Daddy Lessons dell'album Lemonade. Successivamente al'esibizione dal vivo alla 50ª edizione dei Country Music Association Awards con il gruppo country statunitense the Chicks, la cantante ha ricevuto critiche da parte dei sostenitori del genere musicale sia per motivi politici che per la poca appartenenza della cantante al genere country. Nel dicembre 2016 l'album Lemonade ricevette nove candidature ai Grammy Awards; il brano Daddy Lesson è stato presumibilmente rifiutato dal comitato di musica country della Recording Academy.
«Sono cresciuta andando al rodeo di Houston ogni anno. Era un'esperienza fantastica, diversa e multiculturale, dove c'era qualcosa per qualsiasi membro della famiglia, tra cui grandi esibizioni, Snickers fritti alla Houston o cosce di tacchino fritte. Una delle mie ispirazioni è venuta proprio dalla storia sottovalutata dei cowboy neri americani.  Molti di loro venivano chiamati "cowhands" e dovevano subire profonde discriminazioni e spesso obbligati a lavorare con i cavalli più indisciplinati. Grazie ai loro talenti hanno dato vita al Soul Circuit. Col tempo, poi, questi cavallerizzi di colore hanno preso parte a spettacoli incredibili e ci hanno aiutati a reclamare il nostro posto nella storia e nella cultura western.»

— Beyoncé, Harper's Bazaar, 2021.
Durante un'intervista concessa a Harper's Bazaar nell'agosto 2021, Beyoncé ha dichiarato che la sua collezione Ivy Park Rodeo era ispirata alla sua infanzia in Texas e alla storia americana, in particolare «alla storia sottovalutata dei cowboy neri». Successivamente, al quotidiano Houston Chronicle la cantante ha dichiarato che «dopo aver capito da dove provenisse la parola 'cowboy', ho effettivamente notato quanto fossero carenti, nella storia americana, i riferimenti alle storie dei cowboy nativi di colore».
Tra il 2020 e il 2024, la cantautrice Dolly Parton ha più volte espresso il suo desiderio di far realizzare da Beyoncé una cover del suo brano Jolene. La cantante ha infatti dichiarato che «il brano è stato registrato oltre 400 volte a livello mondiale e in tantissime lingue differenti, da tanti gruppi differenti» ma che comunque «ho sempre sperato che qualcuno potesse rifarla un giorno, qualcuno come Beyoncé». Dopo aver pubblicamente supportato Beyoncé per la sua svolta country nel febbraio 2024, l'8 marzo successivo durante un'intervista a Knox News, Parton ha dichiarato: «credo che [Beyoncé] abbia registrato una sua versione di Jolene e sarà probabilmente nel suo nuovo album country, il che mi rende molto felice».
Per la realizzazione dell'album Beyoncé si è ispirata a diversi film western, tra cui Five Fingers For Marseilles (2017), Urban Cowboy (1980), The Hateful Eight (2015), Space Cowboys (2000), The Harder They Fall (2021), Killers of the Flower Moon (2023), Thelma & Louise (1991) e Fratello, dove sei? (2000).

## Descrizione
Cowboy Carter è in linea generale un album country e mescola al suo interno diversi generi, tra cui blues, soul, rock, R&B, zydeco, folk, bluegrass, opera, go-go, flamenco e il fado. L'album viene presentato come una trasmissione da una fittizia stazione radio del Texas, con cantanti country quali Dolly Parton, Linda Martell e Willie Nelson in qualità di DJ radiofonici.
L'album si compone di un totale di 27 tracce e vanta collaborazioni con colleghi di spicco nella scena musicale, come Miley Cyrus e Post Malone. Cowboy Carter presenta anche delle collaborazioni con altri artisti emergenti della musica country, quali Tanner Adell, Brittney Spencer, Tiera Kennedy, Reyna Roberts, Shaboozey e Willie Jones, e include dei contributi di diversi musicisti come Stevie Wonder, Nile Rodgers e Jon Batiste.
L'album è stato pensato per essere ciclico, con la nota finale dell'ultima traccia che si ripete perfettamente all'inizio della prima, la quale inoltre si apre proprio con le parole "Nothing really ends" (it: nulla finisce davvero). Secondo Shane O'Neill del Washington Post, ciò rappresenterebbe un parallelismo con il romanzo Finnegans Wake (1939) di James Joyce.

## Promozione e pubblicazione
Cowboy Carter fa parte della trilogia che Beyoncé ha ideato durante la pandemia di COVID-19, da lei descritto come il suo periodo di maggior creatività, e ne rappresenta la seconda pubblicazione. Il primo atto della trilogia è stato simboleggiato dall'album Renaissance del 2022, che presenta influenza principalmente nel genere house e disco e che evidenzia e celebra la progenie nera della musica dance. Ciò ha portato molti alla conclusione che ogni album della trilogia aspira a sperimentare generi musicali che sono stati in precedenza associati alla cultura e agli artisti di colore.
L'album è stato annunciato per la prima volta durante la 58ª edizione del Super Bowl, tenutasi l'11 febbraio 2024. Per l'occasione, Verizon ha mandato in onda una pubblicità durante lo spettacolo dal titolo Can't B Broken con il quale Beyoncé ha tentato di "rompere l'internet" attraverso i mezzi più stravaganti, come pubblicare un brano jazz, esibirsi in cima alla Sfera al The Venetian di Las Vegas, realizzare una sua versione generata con l'IA, lanciare una sua collezione di Barbie, annunciare la sua candidatura ad una finta posizione politica o volare nello spazio per una esibizione. Subito dopo la messa in onda dello spot, l'artista ha anticipato il nuovo album tramite il suo canale Instagram. Lo stesso giorno il sito ufficiale dell'artista è stato aggiornato con le informazioni relative alla pubblicazione del nuovo album, utilizzando inizialmente il titolo Act II e indicando il 29 marzo 2024 come data di pubblicazione. Il 12 marzo 2024 la cantante ufficializza in Cowboy Carter il titolo dell'album.
Il 19 marzo 2024 Beyoncé pubblica la copertina dell'album sul suo canale Instagram, annunciando che ci sarebbero state alcune sorprese e collaborazioni presenti nell'album. Il giorno seguente pubblica una cover alternativa destinata alla limited edition dell'album, raffigurante la cantante con una fascia con su scritto "act ii BEYINCÉ", un riferimento al cognome generazionale della famiglia di sua madre Tina.
Il 27 marzo 2024 l'artista ha caricato su Instagram una grafica ispirata ai poster vintage della Chitlin' Circuit, contenente la lista delle tracce dell'album. In questo modo, Beyoncé ha rivelato la presenza di collaborazioni con Dolly Parton e Willie Nelson, così come una cover del brano Jolene della Parton e il brano The Linda Martell Show, una canzone che fa riferimento alla prima donna nera ad aver ottenuto un successo commerciale nel genere country.
Il 25 dicembre 2024 Beyoncé si è esibita con un medley di canzoni provenienti dal disco in occasione di un inedito halftime-show durante una partita della National Football League tra gli Houston Texans e i Baltimore Ravens. Lo spettacolo è andato in onda in diretta su Netflix.

### Singoli
L'11 febbraio 2024 sono stati pubblicati a sorpresa i primi due singoli dell'album, intitolati 16 Carriages e Texas Hold 'Em. Texas Hold 'Em è stato acclamato dalla critica e ha da subito ottenuto un successo mondiale. Il brano ha raggiunto la prima posizione della Billboard Hot 100 statunitense, divenendo il nono brano della cantante a riuscirci, debuttando anche in vetta alla Hot Country Songs e rendendo Beyoncé la prima donna nera a raggiungere la prima posizione della suddetta classifica. Grazie a Texas Hold' Em Beyoncé diventa la prima artista a raggiungere la prima posizione in sette classifiche di Billboard: Hot 100, Hot Country Songs, Hot Dance/Electronic Songs, Hot Gospel Songs, Hot Latin Songs, Hot R&B Songs e Hot R&B/Hip-Hop Songs. Nel resto del mondo il brano ha occupato la prima posizione nelle classifiche del Regno Unito, Canada, Irlanda, Paesi Bassi e Nuova Zelanda.
Il 26 aprile 2024 la collaborazione II Most Wanted con Miley Cyrus è stata pubblicata come terzo singolo ufficiale dall'album. Il 6 giugno 2025 il brano Bodyguard è stato inviato alle radio del Regno Unito come quarto singolo.

## Copertina

Si ipotizza che per la copertina di Cowboy Carter Beyoncé si sia ispirata alle regine dei rodeo, come quelle presenti al Rodeo di Houston a cui la cantante partecipa ogni anno.

La copertina di Cowboy Carter è stata scattata dal fotografo texano Blair Caldwell. Similmente alla copertina di Renaissance, che vedeva Beyoncé seduta su un cavallo  fatto dello stesso materiale di una palla da discoteca, l'immagine di copertina di Cowboy Carter raffigura l’artista seduta in groppa a un lipizzano grigio al galoppo. La scelta della razza del cavallo non è data al caso, infatti il lipizzano nasce con il pelo scuro e crescendo si schiarisce. Questo può essere un riferimento alla musica country che è nata come musica afroamericana e col tempo è diventata un genere dei bianchi. Questo tema è uno dei motivi per cui Beyoncè ha scelto di scrivere Cowboy Carter.                          L'artista cavalca il cavallo lateralmente, vestita con un costume intero di colore bianco, rosso e blu, a richiamo dei colori della bandiera statunitense, indossando un cappello e una fascia con su scritto "Cowboy Carter". In una mano tiene le redini del cavallo, mentre nell'altra impugna una gigantesca bandiera degli Stati Uniti. L'immagine ricorda le donne cavallerizze dei rodeo che, allo stesso modo, sventolano la bandiera in sella al loro cavallo dopo aver vinto un titolo.
La copertina dell'album è stata argomento di discussione tra i critici musicali. Francesca T Royster, professoressa alla Università DePaul di Chicago e autrice del libro Black Country Music: Listening for Revolutions, ha scritto al riguardo: «la scelta estetica è audace e sembra segnalare il modo in cui Beyoncé si sta inserendo nelle conversazioni sul nazionalismo, un tema molto centrale nei discorsi sulla musica country, sul patriottismo e sull'autenticità, fin dai tempi delle sue origini». I critici hanno notato diverse ispirazioni e allusioni nella copertina dell'album, tra cui somglianze con i ritratti presidenziali, affinità con il ritratto Bonaparte valica il Gran San Bernardo di Jacques-Louis, The Hero di Marina Abramović, con il ritratto Equestrian Portrait of King Philip II (Michael Jackson) di Kehinde Wiley o con la serie di fotografia Sallie Gardner at a Gallop di Eadweard Muybridge.

## Accoglienza
| Recensione           | Giudizio |
| -------------------- | -------- |
| AllMusic             |          |
| NME                  |          |
| Pitchfork            | 8.4/10   |
| Rolling Stone        |          |
| The Guardian         |          |
| The Independent      |          |
| The Line of Best Fit | 7/10     |
| The Telegraph        |          |

Cowboy Carter ha ottenuto recensioni prevalentemente positive da parte della critica specializzata. Su Metacritic, sito che assegna un punteggio normalizzato su 100 in base a critiche selezionate, l'album ha ottenuto un punteggio medio di 92 basato su venti recensioni.
Alexis Petridis per The Guardian ha scritto che il progetto «si presenta debitamente come una dichiarazione importante» e che «è tutto incredibilmente ben fatto ed estremamente divertente, ma la sensazione è che l'album sia aggrappato al suo concetto originale con le unghie». Sebbene Petridis abbia riflettuto sul fatto che «Cowboy Carter avrebbe funzionato meglio se fosse stato diviso in due album separati», ha sottolineato che «i suoi selvaggi slanci verso l'eclettismo sono il punto» e «dimostrano ancora che Beyoncé è incredibilmente capace di fare ciò che vuole». Chris Willman, critico musicale di Variety, ha definito l'album come un «pezzo di Agit-Prop e di performance art socialmente significativa» che riflette e influisce sulla storia della musica nera e del country.
Mark Savage della BBC ha descritto Cowboy Carter come «immacolato», elogiando la capacità di adattamento e la maestria nella tecnica utilizzata dalla cantante nella «fusione perfetta di generi differenti». Robert Moran del Sydney Morning Herald ha definito lo sforzo discografico come un album «ambizioso, gioco e emotivamente ricco» che vede Beyoncé sperimentare con i diversi generi musicali con lo scopo di «riprendere le redini del country alle sue condizioni, per conto del suo popolo nero ostracizzato in passato e per conto di una generazione che fatica a decollare». Melissa Ruggeri dello USA Today lo ha descritto come l'album più personale di Beyoncé, in cui rivela approfondimenti sulla sua vita da madre, figlia e moglie.
Riconoscimenti di fine anno
- 2º — Rolling Stone[68]
- 5º — Consequence[69]
- 6º — The New Yorker [70]
- 11º — The Independent [71]
- 56º — Paste[72]

## Tracce
1. Ameriican Requiem – 5:25 (Atia Boggs, Beyoncé, Camaron Ochs, Dan Walsh, Darius Dixson, Derek Dixie, Ernest Dion Wilson, Jon Batiste, Michael Price, Raphael Saadiq, Shawn Carter, Stephen Stills, Tyler Johnson)
2. Blackbiird (feat. Brittney Spencer, Reyna Roberts, Tanner Adell e Tiera Kennedy) – 2:11 (John Lennon, Paul McCartney)
3. 16 Carriages – 3:49 (Atia Boggs, Beyoncé, Dave Hamelin, Raphael Saadiq)
4. Protector (feat. Rumi Carter) – 3:04 (Beyoncé, Jack Rochon, Ryan Beatty, Camaron Ochs)
5. My Rose – 0:53 (Beyoncé, Shawntoni Nichols)
6. Smoke Hour Willie Nelson (feat. Willie Nelson) – 0:50 (Beyoncé, Charles Anderson, Chuck Berry, Jesse Stone, Leah Nardos Takele, Sister Rosetta Tharpe, Son House)
7. Texas Hold 'Em – 3:56 (Brian Bates, Nathan Ferraro, Raphael Saadiq, Beyoncé, Elizabeth Lowell Boland, Megan Bülow)
8. Bodyguard – 4:00 (Beyoncé, Elizabeth Lowell Boland, Leven Kali, Raphael Saadiq, Ryan Beatty, Shawntoni Nichols)
9. Dolly P (feat. Dolly Parton) – 0:22 (Beyoncé, Dolly Parton, Leah Nardos Takele)
10. Jolene – 3:09 (Beyoncé, Dolly Parton, Denisia Andrews, Brittany Coney, Terius Gesteelde-Diamant)
11. Daughter – 3:23 (Beyoncé, Camaron Ochs, Derek Dixie, Shawn Carter, Simon Maartensson, Terius Gesteelde-Diamant)
12. Spaghettii (feat. Linda Martell & Shaboozey) – 2:38 (Collins Chibueze, Beyoncé, Shawn Carter, Dedé Mandrake, Terius Gesteelde-Diamant, Khirye Tyler)
13. Alliigator Tears – 2:59 (Beyoncé, Jack Siegel, Khirye Tyler, Terius Gesteelde-Diamant)
14. Smoke Hour II (feat. Willie Nelson) – 0:29 (Beyoncé, Dave Hamelin, Jeff Gitelman, Leah Nardos Takele)
15. Just For Fun (feat. Willie Jones) – 3:24 (Beyoncé, Dave Hamelin, Jeff Gitelman, Ryan Beatty)
16. II Most Wanted (con Miley Cyrus) – 3:28 (Beyoncé, Miley Cyrus, Ryan Tedder, Michael Pollack)
17. Levii's Jeans (feat. Post Malone) – 4:17 (Austin Post, Beyoncé, Nile Rodgers, Shawn Carter, Terius Gesteelde-Diamant)
18. Flamenco – 1:40 (Beyoncé, Shawntoni Nichols)
19. The Linda Martell Show (feat. Linda Martell) – 0:28 (Beyoncé, Leah Takele)
20. Ya Ya – 4:34 (Anais Marinho, Beyoncé, Brian Wilson, Harry Edwards, Klara Mkhatshwa Munk-Hansen, Lee Hazlewood, Mike Love, Oliver Rodigan, Shawn Carter, Terius Gesteelde-Diamant)
21. Oh Louisiana – 0:52 (Chuck Berry)
22. Desert Eagle – 1:12 (Beyoncé, Jabbar Stevens, Marcus Reddick, Miranda Johnson)
23. Riiverdance – 4:11 (Beyoncé, Mark Spears, Rachel Keen, Terius Gesteelde-Diamant)
24. II Hands II Heaven – 5:41 (Beyoncé, Dave Hamelin, Jack Rochon, Mark Spears, Ryan Beatty, Terius Gesteelde-Diamant)
25. Tyrant – 4:10 (Beyoncé, Camaron Ochs, Dominik Redenczki, Ezemdi Chikwendu, Terius Gesteelde-Diamant, David Doman)
26. Sweet Honey Buckiin – 4:56 (Beyoncé, Collins Chibueze, Hank Cochran, Harlan Howard, Pharrell Williams, Shawn Carter, Terius Gesteelde-Diamant)
27. Amen – 2:25 (Beyoncé, Camaron Ochs, Danielle Balbuena, Darius Dixson, Dave Hamlin, Derek Dixie, Ian Fitchuk, Tyler Johnson)

## Successo commerciale
Cowboy Carter è diventato l'album con il maggior numero di streaming registrati su Spotify in una singola giornata del 2024, successivamente superato da Taylor Swift con il suo undicesimo album The Tortured Poets Department. Nelle 24 ore successive alla pubblicazione l'album ha accumulato 76 milioni di streaming a livello globale, rendendo Cowboy Carter il settimo album di un'artista femminile per il maggior numero di streaming ottenuti nella prima giornata di disponibilità e il primo di una artista nera. L'album ha anche registrato il più alto numero di streaming per un album country di un'artista donna nella storia di Amazon Music.
Negli Stati Uniti Cowboy Carter  ha esordito alla prima posizione della Billboard 200 con 407.000 unità equivalenti, segnando il debutto più grande per un album sia del 2024 che da 1989 (Taylor’s Version) di Taylor Swift del novembre 2023.  In questo modo è divenuto l'ottavo album numero uno per Beyoncé, che così facendo è diventata la prima artista in assoluto ad debuttare in prima posizione con i suoi primi otto lavori in studio. Il progetto si è posizionato inoltre al primo posto classifiche Top Country Albums, Americana/Folk Albums e Top Album Sales redatte da Billboard. Cowboy Carter ha ottenuto la più grande settimana di vendite per un album country dalla riedizione di Speak Now di Taylor Swift del 22 luglio 2023 con 716.000 unità.
Nel Regno Unito il progetto ha esordito al primo posto della Official Albums Chart vendendo 40.000 copie nella prima settimana di commercializzazione. È diventato il quinto album di Beyoncé a raggiungere questo traguardo come solista e il sesto includendo la discografia delle Destiny's Child. Contemporaneamente il brano Texas Hold 'Em è tornato al primo posto della Official Singles Chart, divenendo la seconda volta per l'artista ad occupare la prima posizione sia della classifica di vendita degli album che dei brani, dopo averlo ottenuto con il suo album di debutto Dangerously in Love e il singolo Crazy in Love nel 2003. Beyoncé è inoltre divenuta la prima artista a ottenere la prima posizione nella classifica con un album country, nonché la prima a occupare contemporaneamente anche la classifica dei singoli con un brano country. Altri due brani dell'album hanno esordito tra le prime dieci posizioni della classifica: la cover di Jolene all' ottava posizione e la collaborazione II Most Wanted alla nona.
In Australia l'album ha esordito alla prima posizione della ARIA Album Chart, divenendo il quarto progetto consecutivo della cantante ad ottenere tale risultato da Beyoncé; è divenuto inoltre il primo album di genere country di un'artista donna a ottenere tale risultato dal 2017, quando la prima posizione venne occupata da Now di Shania Twain.

## Classifiche

### Classifiche settimanali
| Classifica (2024) | Posizione massima |
| ----------------- | ----------------- |
| Australia         | 1                 |
| Austria           | 1                 |
| Belgio (Fiandre)  | 1                 |
| Belgio (Vallonia) | 1                 |
| Canada            | 1                 |
| Danimarca         | 1                 |
| Finlandia         | 11                |
| Francia           | 1                 |
| Germania          | 1                 |
| Irlanda           | 1                 |
| Italia            | 6                 |
| Lituania          | 4                 |
| Norvegia          | 1                 |
| Nuova Zelanda     | 1                 |
| Paesi Bassi       | 1                 |
| Polonia           | 3                 |
| Portogallo        | 1                 |
| Regno Unito       | 1                 |
| Repubblica Ceca   | 5                 |
| Slovacchia        | 4                 |
| Spagna            | 1                 |
| Stati Uniti       | 1                 |
| Svezia            | 1                 |
| Svizzera          | 1                 |
| Ungheria          | 6                 |

### Classifiche di fine anno
| Classifica (2024) | Posizione |
| ----------------- | --------- |
| Belgio (Fiandre)  | 24        |
| Belgio (Vallonia) | 72        |
| Germania          | 55        |
| Nuova Zelanda     | 43        |
| Paesi Bassi       | 15        |
| Portogallo        | 53        |
| Regno Unito       | 43        |
| Stati Uniti       | 21        |
| Svizzera          | 16        |

## Riconoscimenti
- American Music Awards[104]
  - 2025 – Miglior album country
- Billboard Music Awards[105]
  - 2024 – Candidatura al miglior album country
- Grammy Awards[15]
  - 2025 – Album dell'anno
  - 2025 – Miglior album country
- NAACP Image Awards[106]
  - 2024 – Miglior album